# 次亜ヨウ素酸
次亜ヨウ素酸（じあヨウそさん、英: Hypoiodous acid）はヨウ素のオキソ酸の一種（次亜ハロゲン酸の一種）で、ヨウ素の酸化数は＋1。化学式 HIO で表されるが、水素原子とヨウ素原子が酸素原子と結合している、{\displaystyle {\ce {H-O-I}}} という構造をしている。

## 性質
遊離酸は単離できない。水溶液は弱酸性。
ヨウ素を水に溶かしたとき、平衡により一部がヨウ化水素と次亜ヨウ素酸となる。
{\displaystyle {\ce {I2 + H_2O <=> HI + HIO}}}
また、徐々に分解し、ヨウ素酸となる。
{\displaystyle {\ce {5HIO -> HIO3 + 2I2 + 2H2O}}}